# Comunidad del software libre
Las comunidades de software libre se caracterizan por valores, prácticas y principios que las diferencian de otros modelos de desarrollo y colaboración. Aquí se detallan algunas de sus principales características:

## Historia
Cuando el movimiento de software libre comenzó en 1983, la comunidad de usuarios era en su mayoría académicos y programadores de computadoras. A finales de 1990, como el software libre llegó a ser más fácil de usar, y muchas empresas se convirtieron en usuarios, distribuidores y desarrolladores de software libre.
La comunicación en la comunidad del software libre se realiza a través de Internet, listas de correo, wikis y foros, y también mediante conferencias. Algunos de los sitios web que la comunidad del software libre usa son Slashdot, LWN, y Newsforge, aunque estos no son exclusivamente utilizadas por la comunidad del software libre. Las conferencias más importantes son GUADEC, aKademy, FOSDEM, FISL, LinuxTag, y la LinuxWorld Conference and Expo.
Los valores que persiguen se basan en las libertades negadas por el modelo de software privativo. Pero también incluye valores de transparencia y publicidad al hacer el código fuente libremente accesible, y valores de cooperación. Al permitir que dicho código fuente pueda ser libremente accesible y modificable, se comparten conocimientos y se favorece el trabajo en cooperación. Esas mismas características permiten, además, la libre adaptación de las aplicaciones a las necesidades del usuario. 

### Enfoques
Filosofía y principios Según Richard Stallman, fundador del movimiento del software libre, estas comunidades son fundamentales para garantizar las "cuatro libertades esenciales del usuario", que incluyen la libertad de ejecutar, estudiar, modificar y redistribuir software. Stallman argumenta que estas comunidades no solo producen software, sino que promueven un modelo alternativo de desarrollo tecnológico basado en la cooperación y el bien común.
Colaboración y organización Margarita Padilla, en su libro El kit de la lucha en Internet, describe las comunidades de software libre como "laboratorios de experimentación social", donde la cultura del compartir y el aprendizaje colectivo son pilares fundamentales. Además, resalta cómo estas comunidades inspiran movimientos sociales al aplicar valores como la transparencia y la horizontalidad en su organización.
Leonardo Foletto, en su obra "A Cultura é Livre: Uma história da resistência antipropriedade", aborda la evolución histórica de la resistencia a la propiedad privada de la cultura. El autor describe cómo las tecnologías digitales y el activismo por la cultura libre representan una respuesta contemporánea a las limitaciones impuestas por el sistema capitalista sobre el acceso a las expresiones culturales. Su análisis destaca cómo las leyes e instituciones que favorecen la propiedad privada generaron formas de resistencia, desde debates intelectuales hasta prácticas disidentes y luchas legales.
Ejemplos y eventos Estas comunidades suelen organizar eventos como el Festival Latinoamericano de Instalación de Software Libre (FLISoL), que actúa como un espacio de aprendizaje e intercambio entre usuarios y desarrolladores. Este evento ejemplifica la capacidad de estas comunidades para construir redes locales y globales que promuevan la adopción del software libre.
Colaboración y trabajo en equipo
- Estas comunidades operan sobre la base de la cooperación entre sus miembros,  quienes contribuyen de manera voluntaria. La colaboración puede ser técnica (código), organizativa o educativa.
- Utilizan  herramientas como repositorios abiertos (GitHub, GitLab) y sistemas de comunicación (foros, chats) para coordinar esfuerzos.

Filosofía de las cuatro libertades
Según Richard Stallman, las comunidades de software libre se basan en:
- Libertad para usar el software para cualquier propósito.
- Libertad para estudiar cómo funciona el software y modificarlo.
- Libertad  para redistribuir copias.
- Libertad  para mejorar el programa y liberar esas mejoras.

Cultura del compartir
- Margarita Padilla describe estas comunidades como "laboratorios de experimentación social", donde el aprendizaje y la distribución del conocimiento son fundamentales.

Horizontalidad
- No  existe una jerarquía rígida. Las decisiones suelen tomarse en consenso o  de manera democrática, lo que permite una estructura abierta y flexible.

Diversidad de roles
- Incluyen programadores, diseñadores, traductores, documentadores y usuarios  finales, todos con un impacto en el desarrollo del software.

Uso de licencias libres
- Los proyectos están protegidos por licencias como GPL, MIT, Apache, que  garantizan el acceso libre al código y sus modificaciones.

Educación y eventos
- Organizan actividades como el FLISoL, donde se comparten conocimientos y se fomenta  la adopción del software libre.

Impacto cultural y social
- Más allá del software, estas comunidades impulsan un cambio cultural hacia la   transparencia y el acceso equitativo al conocimiento. Esto incluye  proyectos en educación, salud, y activismo digital.

La comunidad del software libre es un término que hace referencia informal a los usuarios y desarrolladores de software libre, así como los partidarios del movimiento de software libre. La comunidad de software libre es a veces también llamada la "comunidad open source". La comunidad Linux es un subconjunto de la comunidad del software libre.

## Empresas
Con el éxito del software libre como GNU/Linux, Servidor HTTP Apache, Mozilla Firefox y OpenOffice.org, muchas empresas han comenzado a interactuar con la comunidad del software libre, pero se tiene dificultad en la elección de las licencias de software libre, y la selección de qué software se liberará. 
Un ejemplo de una relativamente exitosa entrada a la comunidad del software libre es Sun Microsystems, liberación de StarOffice como OpenOffice.org bajo la GNU Lesser General Public License. Esto fue calurosamente recibido por la comunidad software libre que no tenía una suite ofimática madura en ese momento. Un ejemplo de una entrada más difícil para la comunidad del software libre es el de Real Networks, éste escribió su propia licencia, y puso en libertad sólo una parte de su suite de software. En particular, el códec de los programas informáticos necesarios para ver archivos Real Video, no fue puesto en libertad.